# Бетсі Кадваладр
Бетсі Кадваладр (24 травня 1789 , Llanycild, Гвінет  — 17 липня 1860 , Лондон ), також відома як Беті Кадваладр та Бетсі Девіс — медсестра під час Кримської війни, працювала разом з Флоренс Найтінгейл. Різні погляди на ведення справ у шпиталі та соціальне становище було джерелом їх постійних розбіжностей. Її ім'ям названо Раду з охорони здоров'я Університету Бетсі Кадваладр (валл. Bwrdd Iechyd Prifysgol Betsi Cadwaladr), найбільшої організації охорони здоров'я в Уельсі. У 2016 році вона була внесена до списку «50 найбільших валлійських чоловіків і жінок усіх часів» і випередила таких відомих валлійців, як співак Том Джонс, актор Ентоні Хопкінс, Томас Едвард Лоуренс та Айвор Новелло.

## Походження
Подробиці особистого життя Бетсі Кадваладр, за винятком дат народження та смерті, а також початку та кінця її служби як однієї з медсестер Флоренс Найтінгейл, почерпнуті з її книги «Автобіографія Елізабет Девіс, медсестри з Балаклави, доньки Давіта Кадваладра», складеної на основі записів їхніх розмов з істориком та редактором книги Джейн Вільямс.
Елізабет Кадваладр народилася в 1789 році в Лланісілі, неподалік Бала в Уельсі, і була однією з 16 дітей проповідника Давіта Кадваладра (валл. Dafydd Cadwaladr). Вона виросла на фермі Пен-Рів у Лланісілі, мати Бетсі померла, коли їй було лише п'ять років. Незабаром після цього Кадваладр отримала від кальвіністського священика Томаса Чарльза копію Біблії, яку дуже цінувала, тому що вважала, що вона дала їй сенс подальшого життя.

## Дитинство та юність
Кадваладр влаштувалася покоївкою до Plas yn Dre, де навчилася працювати по господарству, говорити англійською та грати на потрійній арфі. Однак їй там не подобалося, і в 14-річному віці Бетсі втекла через вікно спальні, зробивши мотузку з простирадла, таким чином залишивши Балу. Після цього дівчина влаштувалася працювати прислугою в Ліверпулі. У цей період вона змінила прізвище на Девіс, тому що його було легше вимовляти, хоча деякі джерела стверджують, що насправді вона народилася під цим прізвищем. Пізніше Кадваладр знову повернулася до Уельсу, але незабаром втекла до Лондона до своєї сестри, щоб уникнути шлюбу. У Лондоні вона вперше познайомилася з театром, який викликав у неї великий інтерес.
Працюючи покоївкою та помічницею, вона багато переїжджала різними країнами і полюбила подорожі. Кадваладр якраз перебувала у Франції під час битви під Ватерлоо і відвідала поле битви, де її вразило важке становище поранених. 1820 року 31-річна Кадваладр, опинившись у рідному місті, вважала його «нудним». Пізніше вона стала покоївкою капітана корабля і багато років подорожувала, відвідала Південну Америку, Африку та Австралію. Іноді вона декламувала Шекспіра на борту корабля, а також розмовляла з пасажирами, зустрівши місіонера Вільяма Кері та єпископа Хибера. У той час у Бетсі не було медичної освіти, але вона брала участь у догляді за хворими, а також приймала пологи на борту корабля. Кадваладр стверджувала, що під час подорожей їй пропонували понад 20 чоловіків, незважаючи на її впертий і незалежний характер.

## Робота медсестрою
Повернувшись до Великої Британії, Бетсі вирішила пройти навчання на курсі медсестер у лондонській лікарні Guy's. Прочитавши в газеті статтю Вільяма Говарда Рассела про страждання солдатів під час Кримської війни, в 1854 році вона написала заяву, щоб її відправили на медсестринську службу в Крим, незважаючи на спроби сестри Бріджіт відмовити її. Медсестри вирушили до Криму 2 грудня 1854 року на чолі з Мері Стенлі, серед них була Бетсі Кадваладр. Коли корабель прибув до Стамбула, виявилося, що вони там не потрібні. Флоренс Найтінгейл, яка контролювала британський госпіталь, змушувала їх лагодити старі сорочки і сортувати гниючу білизну замість того, щоб направити на Кримський півострів. Найтінгейл, за словами Бетсі, погрожувала передати її іншому суперінтенданту, на що Бетсі відповіла: «Ви мене вважаєте собакою чи твариною, щоб мене так передавати? У мене є власна воля».
Після десяти днів у британському військовому шпиталі і після запеклої конфронтації з Флоренс Найтінгейл (яка була надто владною з тими, кого вона вважала нижчими у соціальному плані), їй вдалося потрапити до британського військового шпиталю в Балаклаві. За її власним визнанням, завдяки своїй енергії, винахідливості та відсутності ретельності вона змогла налагодити ефективну роботу. Приблизно через шість тижнів її призначили завідуючою кухнею, де готували їжу для ослаблених поранених солдатів. Кадваладр часто оминала правила, щоб оперативніше і якісно реагувати на постійно мінливі потреби хворих. Пізніше Найтінгейл все ж таки визнала високий професіоналізм Кадваладр і прогрес, досягнутий нею в боротьбі з антисанітарними умовами. Вона двічі завітала до Балаклави і, побачивши зміни, викликані діяльністю Кадваладр, віддала належне її заслугам і досягненням.
Кадваладр готувала, прибирала та годувала поранених, іноді працюючи по двадцять годин на добу та спала, коли знаходила час, на підлозі з сімома іншими медсестрами. Такі умови неминуче позначилися на здоров'ї жінки, якій було вже понад сімдесят років. Вона повернулася до Британії за рекомендацією Флоренс Найтінгейл на державну пенсію «з ослабленим здоров'ям… і без будь-якого забезпечення».

## Смерть

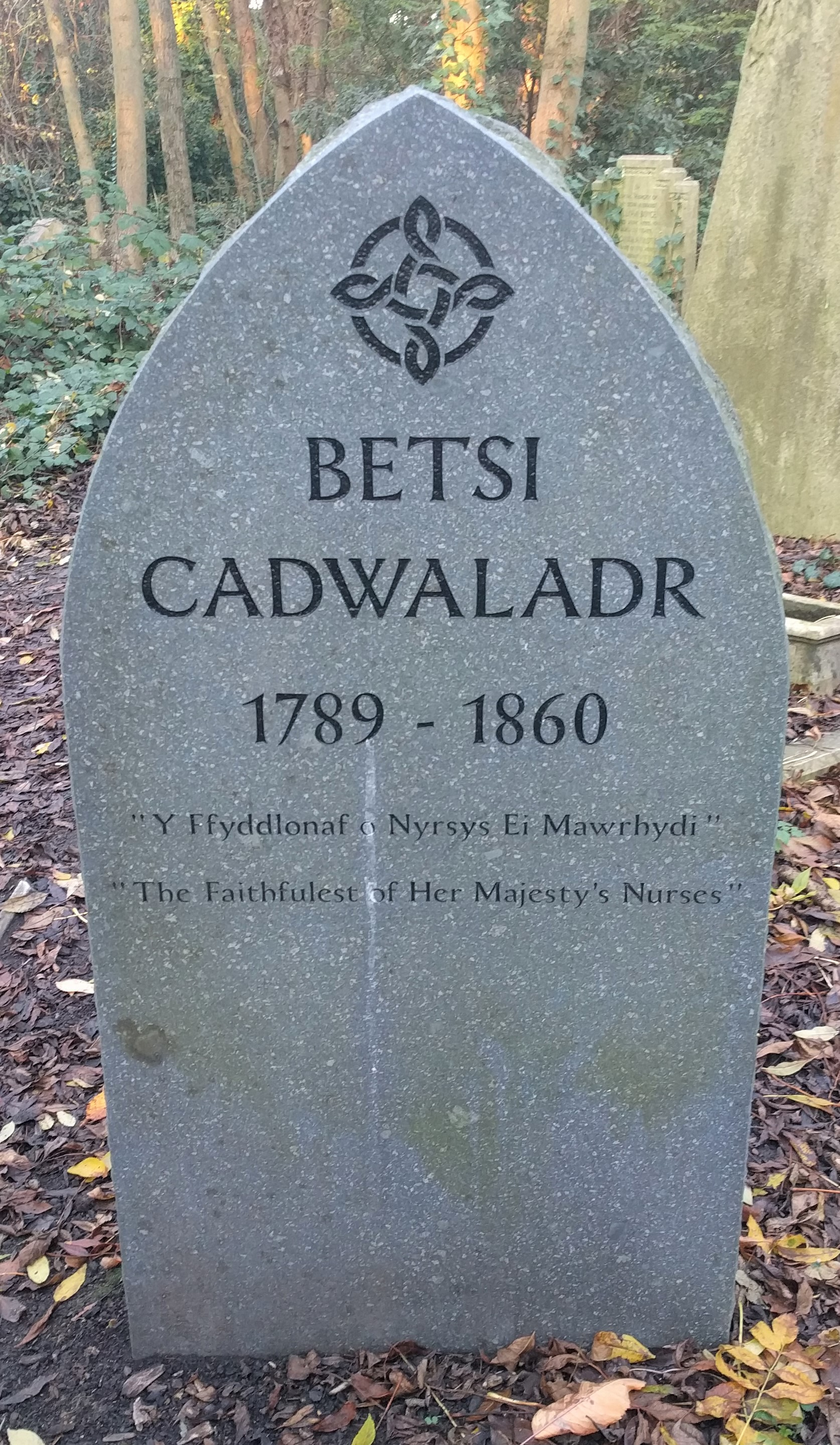
Надгробок на могилі Бетсі Кадваладр у 2012 році.

Умови життя у Криму позначились на здоров'ї Кадваладр. Вона оселилася в будинку своєї сестри в Лондоні, там були написані її мемуари з вкрай їдкими коментарями стосовно Флоренс Найтінгейл і справ у Криму, які були опубліковані в 1857 році і закінчувалися проханням, сповненим розпачу: «Повідомлення: наприкінці життя героїня цієї розповіді залишається без нагляду та коштів. Вона дуже хоче влаштуватися на роботу в якусь державну установу…». Останні роки свого життя Бетсі Кадваладр провела в злиднях, померла на 72-му році життя в будинку своєї сестри Бріджіт у Лондоні 17 липня 1860 року і була похована як жебрак у секції для бідняків на цвинтарі Ебні-Парк на півночі Лондона. У серпні 2012 року на її могилі було встановлено новий меморіальний камінь.

## Королівський коледж медсестер в Уельсі
Запізніла популярність і визнання Бетсі Кадваладр прийшли у 2009 році: у День медсестер у 2005 році, на прохання голови правління RCN Welsh Ейрліс Воррінгтон, професор Донна М. Мід OBE OStJ FRCN звернулася до Королівського коледжу медсестер в Уельсі з промовою «Сестринська справа зараз і в минулому». Згадавши досягнення таких знаменитих піонерів-медсестер як Флоренс Найтінгейл та Мері Сікол, вона заявила, що настав час Уельсу визнати і власну героїню-медсестру. Професор Мід за підтримки Королівського коледжу медсестер в Уельсі стала провідною прихильницею розповсюдження відомостей про досягнення Бетсі Кадваладр. На узбережжі північного Уельсу було створено найбільшу раду з охорони здоров'я. До Ради з охорони здоров'я імені Бетсі Кадваладр увійшли шість місцевих рад з охорони здоров'я, у ньому працює понад 18 000 співробітників.
Після цього відбулося кілька подій, у тому числі організовано лекцію RCN Wales імені Бетсі Кадваладр, яку читали:
- 2006 Сью Эссекс[en] , що прочитала вступну лекцію.
- 2008 Професор Джуліан Тюдор Гарт, який у 1970-х описав закон о количестве необходимых медицинских услуг[en].
- 2010 Джули Морган[en], депутат британського та валлійського парламенту.
- 2012 Крістін Мері Еванс, лікар.
- 2014 Рой Лилли[en], письменник, телеведучий та коментатор NHS.
- 2017 Розмари Батлер[en] , колишній депутат валлійського парламенту та його головниця.

У 2014 році за результатами опитування 50 найбільших валлійців усіх часів, проведеного Western Mail, Бетсі Кедваллідр виявилася 38-ою, випередивши співака Тома Джонса (39), актора Ентоні Хопкінса (46), автора пісень Айвора Ноігла (4 50) та Джона Чарльза (48).
На ознаменування століття Міжнародного жіночого дня в 2011 році Національна федерація жіночих інститутів Уельсу (NFWI-Wales) організувала лекції про жінок, що надихають, у Кардіффі, Лланголлені та Кармартені. Професор Донна Мід, яка виступала у Кармартені, обрала Бетсі Кадваладр. Після заходу NFWI-Уельс випустив буклет, що містить презентації з усього Уельсу. З'ясувалося, що Бетсі Кадваладр обрала ще й Гретта Картрайт, яка виступала в Лланголлен, тому вона була згадана в буклеті двічі.

## Праці
- Автобіографія Елізабет Девіс, 1857 р. Перевидано під назвою Betsy Cadwaladyr: A Balaclava Nurse, 2015. ISBN 9781909983274
- Гарт, JT (1971). The Inverse Care Law. The Lancet. 1: 405-12. DOI: 10.1016/s0140-6736 (71) 92410-х.